# Garda Bordon
Die Garda Bordon (auch Garde de Bordon) ist ein Berg östlich des Ferienorts Zinal im Kanton Wallis, Schweiz. Der Berg mit einer Höhe von 3310 m ü. M. liegt südlich der Corne de Sorebois.  Die beiden Berge trennen das Val d’Anniviers ins Val de Moiry mit dem Ferienort Grimentz und ins Val de Zinal mit dem Ferienort Zinal. Östlich liegt im Val de Moiry der Stausee Lac de Moiry.  Südlich des Berges befindet sich die Cabane de Moiry.